# They're Calling Me Home
They're Calling Me Home est un album de folk de Rhiannon Giddens et Francesco Turrisi sorti en 2021.

## Liste des titres
| No  | Titre                  | Durée |
| --- | ---------------------- | ----- |
| 1.  | Calling Me Home        | 3:50  |
| 2.  | Avalon                 | 3:55  |
| 3.  | Si Dolce È'l Tormento  | 3:57  |
| 4.  | I Shall Not Be Moved   | 4:59  |
| 5.  | Black As Crow          | 5:23  |
| 6.  | O Death                | 3:14  |
| 7.  | Niwel Goes To Town     | 3:23  |
| 8.  | When I Was In My Prime | 4:06  |
| 9.  | Waterbound             | 3:58  |
| 10. | Bully For You          | 2:40  |
| 11. | Nenna Nenna            | 2:38  |
| 12. | Amazing Grace          | 3:56  |

## Récompenses
L'album remporte le Grammy Award du meilleur album de folk en 2022.